# Семюел Бронфман
Семюел Бронфман (англ. Samuel Bronfman; 27 лютого 1889  — 10 липня 1971) — канадський бізнесмен, мільярдер, засновник лікеро-горілчаної компанії «Seagram» (протягом багатьох років — найкрупнішого виробника алкогольних напоїв у світі) і найбагатшої канадської династії Бронфман. Компанії «Seagram» у різний час належали такі торгові бренди як соки «Tropicana», віскі «Chivas Regal», «Crown Royal», «VO», «Calvert», «Dewars», «Seven Crown», і ром «Captain Morgan».

## Біографія
Семюел народився під ім'ям Шміл Бронфман в містечку Сороки. Він був одним із восьми дітей Іхіла та Міндл Бронфман. Його батьки, що займались під Сороками вирощуванням тютюну, емігрували у канадську провінцію Саскачеван, коли він був ще дитиною. Деякий час батько і старші брати Сема — Абрам і Гаррі займались доставками деревини, а у 1903 році купили готельний бізнес в містечку Емерсон провінції Манітоба і вже через 10 років володіли трьома готелями у Вінніпегу. 
У 1924 році Шміл (тепер його ім'я було англіфіковано як Семюел) самостійно заснував невелику дистрибуторську компанію «Distillers Corporation» у Монреалі; ця компанія на початку діяльності спеціалізувалась на недорогому віскі. Компанія «Distillers Corporation» Семюела Бронфмана придбала у нащадків Джозефа Сіграма фірму «Joseph E. Seagram & Sons», котра базувалась у містечку Ватерлоо провінції Онтаріо. Перейменована на «Seagram Co. Ltd» компанія була переорієнтована на заможнішу клієнтуру і під керівництвом Сема Брофнмана незабаром перетворилась в міжнародну дистриб'юторську імперію. 

## Династія Бронфман
Самуел Бронфман одружився з Сейді Бронфман 21 червня 1922 року. У нього було четверо дітей, котрі, в свою чергу, стали підприємцями або меценатами:
- Ейлін Міндл Брофнман де Гюнцбург (1925—1986) — паризький філантроп.
- Філліс Барбара Лемберт (24 січня 1927) — архітекторка і меценатка, засновниця Канадського центру архітектури, серед її робіт — Центр Торонто-Домінгтон.
- Едгар Майкл Бронфман (20 червня 1929) — підприємець і філантроп, засновник «Distillers Corporation Limited», президент Всесвітнього єврейського конгресу (з 1981 року). Відомий своїм внеском в міжнародну єврейську студентську організацію, чиї освітні програми підтримуються заснованим ним Фондом єврейського студентського життя («The Foundation for Jewish Campus Life»). Засновник Бронфманівського товариства молоді в Ізраїлі, лауреат американської «Медалі свободи» (1999).
- Чарльз Рознер Бронфман (*27 червня 1931) — канадський підприємець, мільярдер, меценат.

Зараз у династію Бронфман входять племінники, внуки та правнуки Сема Бронфмана.

## Благодійність та нагороди
У 1952 році Семюел Бронфман заснував «Фонд Семюела і Сейді Бронфман», котрий став однією з найбільших благочинних організацій Канади. Семюел Бронфман був активним діячем єврейської громади, він очолював Канадський єврейський конгрес з 1939 до 1962 року. Семюел Бронфман став кавалером Ордену Канади у 1967 році.
У 1971 році він відкрив «Дім сім'ї Бронфман» в Університеті Макгілла, в якому розмістився факультет менеджменту. Будівлю факультету було названо в честь великого благочинного внеску сім'ї Бронфман в розвиток університету. В подальшому Бронфмани продовжували розвивати Макгіллівський Інститут вивчення Канади і в 2002 році пожертвували кошти на будівництво Сіграм-білдінг.